# I mercatanti
I mercatanti è un'opera teatrale in prosa in tre atti di Carlo Goldoni del 1753. Originariamente scritta in veneziano con il titolo I due Pantaloni, fu rappresentata con grande successo per la prima volta nel Teatro San Luca di Venezia durante il Carnevale del 1753, con l'attore Collalto nelle parti sia del padre che del figlio: per questo motivo la commedia è costruita in modo che i due personaggi non si incontrino mai. 
L'autore stesso traspose subito il testo in italiano, eliminando anche le maschere della commedia dell'arte, così da poter essere ben compreso anche fuori da Venezia: in questa veste, la prima rappresentazione avvenne, lo stesso anno, a Livorno. Nei suoi Mémoires, Goldoni parla di questo testo citandolo con il titolo I mercanti.

## Trama
Venezia. Pancrazio, negoziante veneziano, è ormai sull'orlo del fallimento a causa dei vizi del figlio Giacinto, ma il suo intimo amico Rainmere, mercante olandese molto ricco, lo salverà, in ciò aiutato dalla giudiziosa nipote Giannina che riuscirà a correggere le cattive abitudini di Giacinto e infine a sposarlo.

## Poetica
Con questa commedia, Goldoni voleva offrire un modello positivo di esercizio della mercatura, esaltando le virtù borghesi. Per l'autore: "Pancrazio ci rappresenta un Mercante onorato, di buona fama e d'illibata coscienza, il quale anche in mezzo alle calamità ed ai pericoli, teme di commettere un'azione indegna, approfittando dell'altrui buona fede col pericolo di dover fallire. Questo carattere meriterebbe esser distinto in tele e scolpito in marmi[...]. Mi sono poi dilettato assaissimo nel carattere dell'Olandese, di cui parecchi originali ho conosciuti io medesimo. L'onore è il loro scopo primario, in secondo luogo amano far del bene, e per ultimo hanno in veduta il loro onesto interesse; e chi sa unire in se medesimo queste tre massime, che in tanti e tanti discordano, forma l'uomo da bene, l'uomo utile, il vero Mercante".